# ریچل یونیت
ریچل یونیت (انگلیسی: Rachel Unitt؛ زادهٔ ۵ ژوئن ۱۹۸۲) یک بازیکن فوتبال است. وی در تیم ملی فوتبال انگلستان بازی کرده‌است.